# Ivan Vladimirovič Mičurin
Ivan Vladimirovič Mičurin (in russo Иван Владимирович Мичурин?; Dolgoe, 27 ottobre 1855 – Mičurinsk, 7 giugno 1935) è stato un agronomo, botanico e genetista russo, membro onorario dell'Accademia delle scienze dell'URSS, dell'Accademia pansovietica Lenin dell'Agricoltura ed insignito del premio Lenin nel 1931.

## Biografia

Busto di Ivan Mičurin, di fronte all'Università di Mosca

Nato nel 1855 a Dolgoe nell'oblast' di Orël (regione della Russia europea), nel 1875 il giovane Mičurin iniziò a raccogliere, in un piccolo appezzamento di terreno varie specie di piante, sperimentando innesti e metodi di selezione e coltivazione. Nel 1899, disponendo di una superficie più estesa, poté proseguire e ampliare le sue ricerche.
Agli inizi degli anni venti, terminata la guerra civile, con il consolidarsi del regime sovietico, Mičurin ricevette l'incoraggiamento del nuovo governo e i mezzi per proseguire i suoi studi coordinando anche l'attività di altri centri di ricerca agricola. I suoi sforzi riuscirono a produrre varietà di piante da frutto migliori e più adatte alle particolari condizioni ambientali e climatiche della Russia continentale.
Le sue teorie, a supporto dei risultati raggiunti, fondate sulla prevalenza dell'ambiente nella trasmissione dei caratteri ereditari delle piante e ispirate al lamarckismo, furono riprese in epoca staliniana dall'agronomo Lysenko e utilizzate nella polemica contro la genetica classica mendeliana, accusata di essere una "pseudoscienza borghese". Una delle vittime più illustri della polemica, tra gli scienziati di scuola mendeliana, fu l'agronomo e botanico Nikolaj Vavilov, arrestato, imprigionato e morto in carcere nel 1943.
Una città della Russia europea, Kozlov, nell'oblast' di Tambov, fu ribattezzata Mičurinsk in suo onore nel 1932, e in questa stessa città Mičurin morì, a settantanove anni, nel 1935.
Nel 1948 il regista sovietico Aleksandr Dovženko ha realizzato il film Mičurin, sulla vita dello scienziato russo, interpretato da Grigorij Belov, Sergej Bondarčuk, Fëdor Grigor'ev e Vladimir Isaev.